# Cempuis
Cempuis é uma comuna francesa na região administrativa de Altos da França, no departamento de Oise. Estende-se por uma área de 9,38 km². Em 2010 a comuna tinha 512 habitantes (densidade: 54,6 hab./km²).